# Sosna bośniacka
Sosna bośniacka (sosna dalmatyńska) (Pinus heldreichii H.Christ) – gatunek drzewa iglastego z rodziny sosnowatych (Pinaceae). Sosna bośniacka występuje w stanie dzikim na Półwyspie Bałkańskim i w południowych Włoszech. Jest drzewem wiecznie zielonym.

## Morfologia

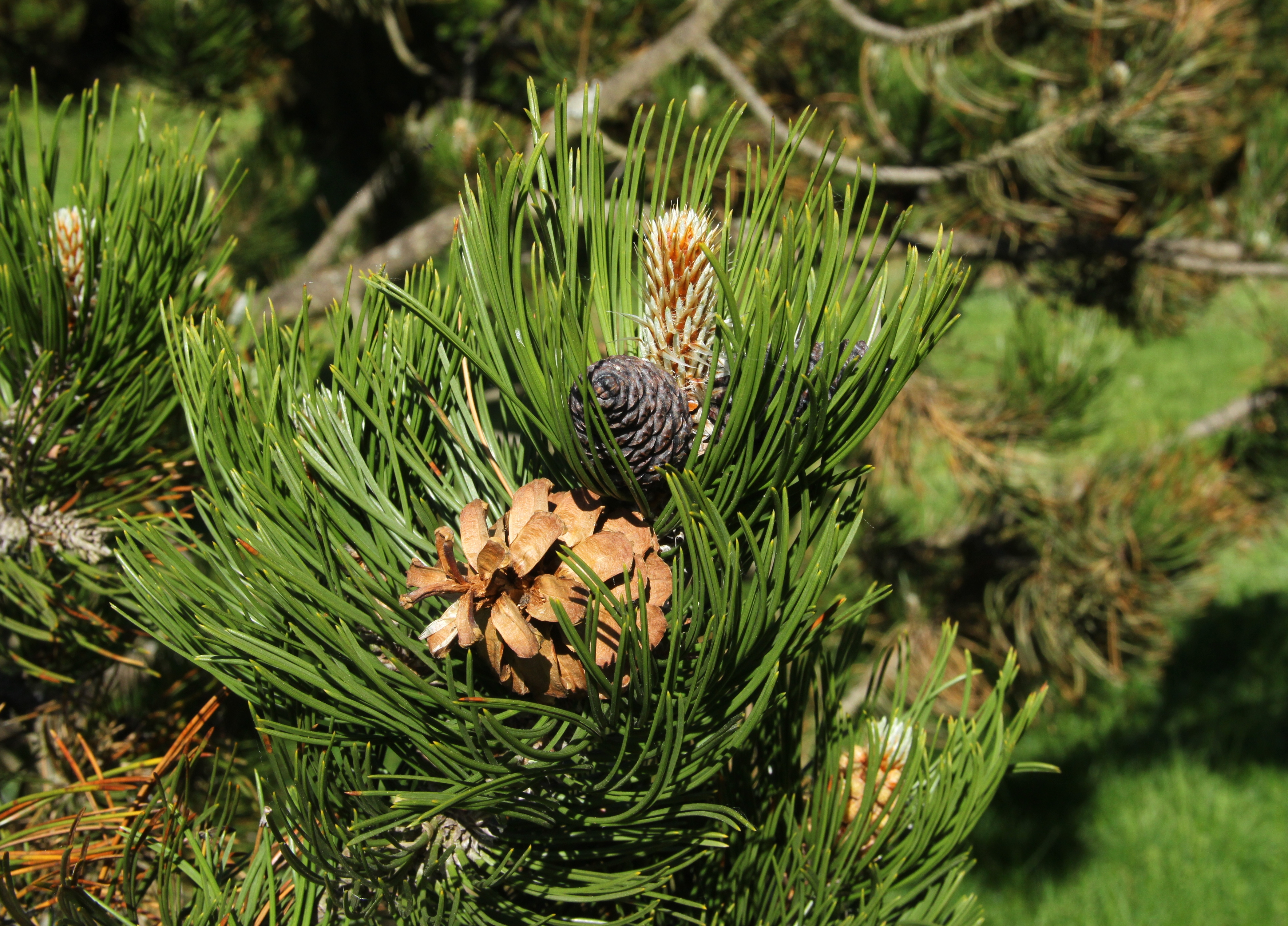
Szyszki żeńskie i pęd

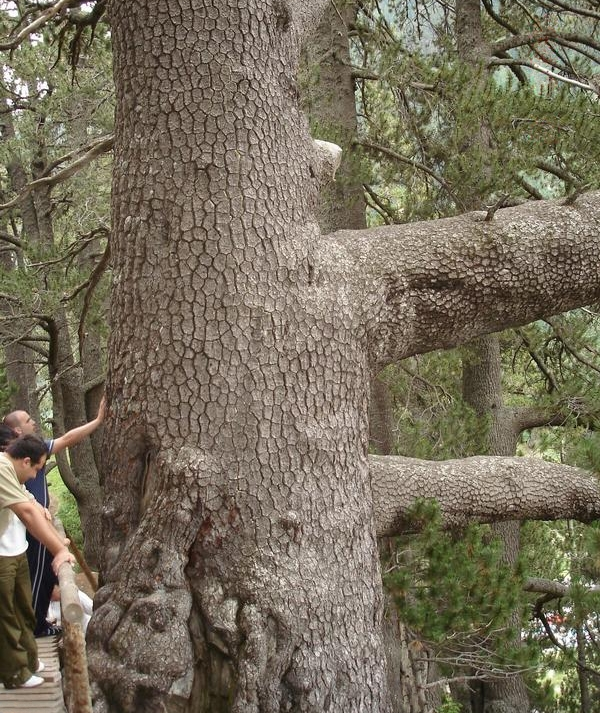
Pień starego drzewa (Sosna Bajkuszewa)

PokrójDrzewo równomiernie i wolno rosnące o gęstej, wąskostożkowatej koronie, z wiekiem owalnej.
PieńDorasta do wysokości 25–35 m. Pień osiąga do 2 m  średnicy. Kora jest gruba, gładka i szara, z wiekiem pęka na drobne płaty.
LiścieIgły zebrane w pęczki po 2, ciemnozielone, mocne i kłujące, długości 4,5–10 cm, grubości 1,5–2 mm.
SzyszkiSzyszki żeńskie kuliste, początkowo niebiesko-purpurowe, potem jasnobrązowe, długości 5–8 cm, najczęściej wyrastają po dwie. Łuski cienkie i delikatne, u dojrzałych szyszek charakterystycznie odgięte ku nasadzie. Nasiona długości 6–7 mm, ze skrzydełkiem długości 2–2,5 cm.
Gatunki podobneSosna czarna.

## Biologia i ekologia
Igły pozostają na drzewie od 2 do 6 lat. Szyszki żeńskie dojrzewają w ciągu 16–18 miesięcy od zapylenia. Nasiona rozsiewane są przez wiatr (anemochoria).
Rośnie w górach na wysokościach 900–2500 m n.p.m., najczęściej na skałach wapiennych. Ma niewielkie wymagania glebowe i wilgotnościowe. Odporna na mrozy (do -45 °C), susze i silne wiatry. Lubi stanowiska silnie nasłonecznione.

## Systematyka i zmienność
Pozycja gatunku w obrębie rodzaju Pinus:
- podrodzaj Pinus
  - sekcja Pinus
    - podsekcja Pinaster
      - gatunek P. heldreichii

Sosna bośniacka odkryta została w 1863 r. w górach Olimp przez szwajcarskiego botanika K. Hermanna Christa i opisana jako Pinus heldreichii. Po raz drugi opisana została w r. 1864 jako Pinus leucodermis przez austriackiego botanika F. Antoine'a, który nie wiedział o wcześniejszej publikacji Christa. Antoine opisał okazy znalezione w górach Czarnogóry.
Opisy botaników różniły się w kilku szczegółach, dlatego przez pewien czas opisane taksony uważano za odrębne gatunki. Główna różnica dotyczyła szyszek, jednak prawdopodobnie Christ opisał szyszkę, która zeschła się zanim w pełni dojrzała (zebrana była w lipcu, na cztery miesiące przed czasem faktycznego dojrzewania). Późniejsze analizy wskazały, że jest to ten sam gatunek, dwukrotnie opisany.
Nadal część botaników traktuje Pinus leucodermis jako odrębny gatunek, inni jako odmianę sosny bośniackiej Pinus heldreichii var. leucodermis (Antoine) Markgraf ex Fitschen (syn: P. leucodermis Antoine, P. laricio var. leucodermis (Ant.) Christ).
Odmiany

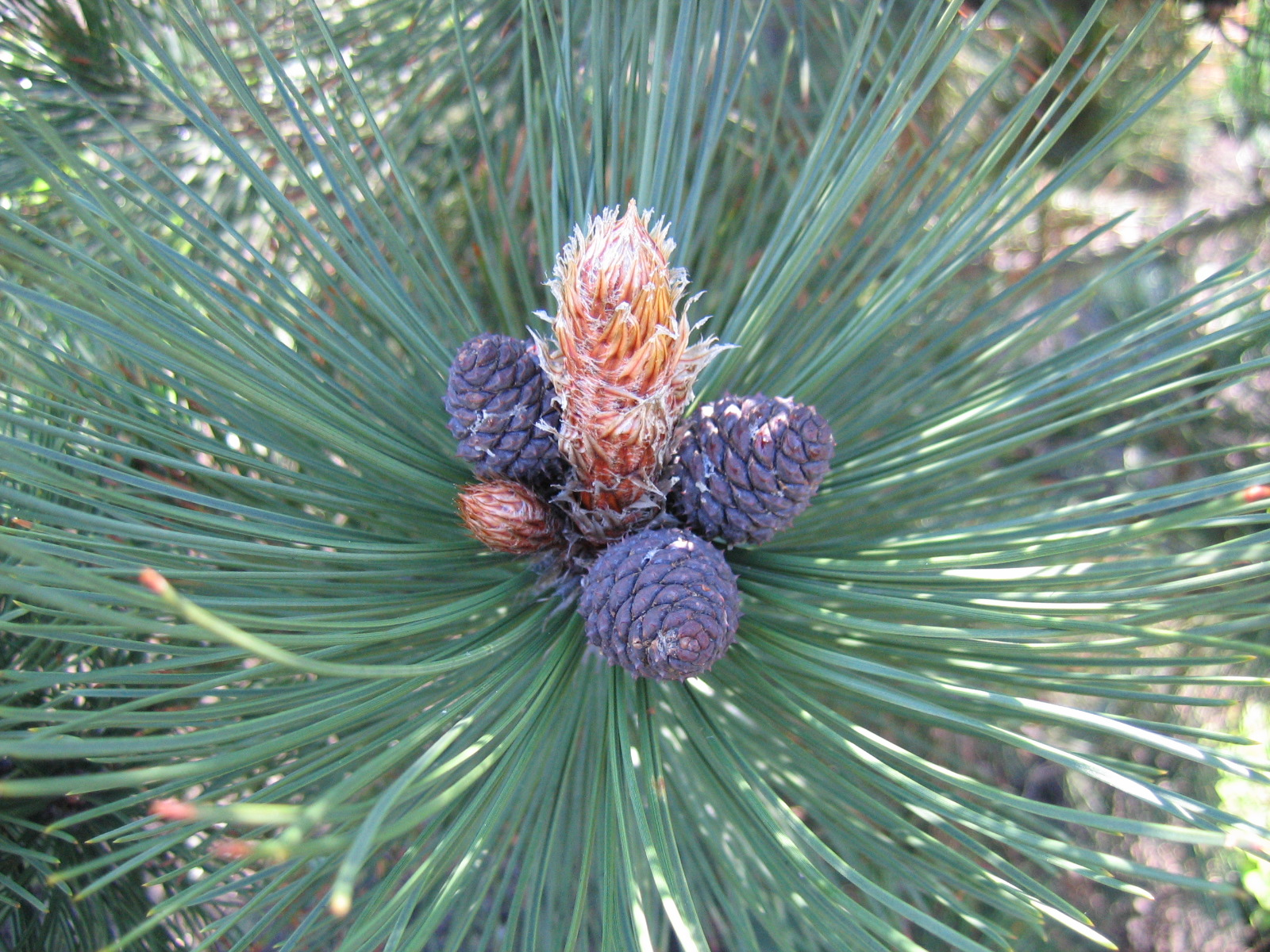
Młode szyszki odmiany 'Satellit'

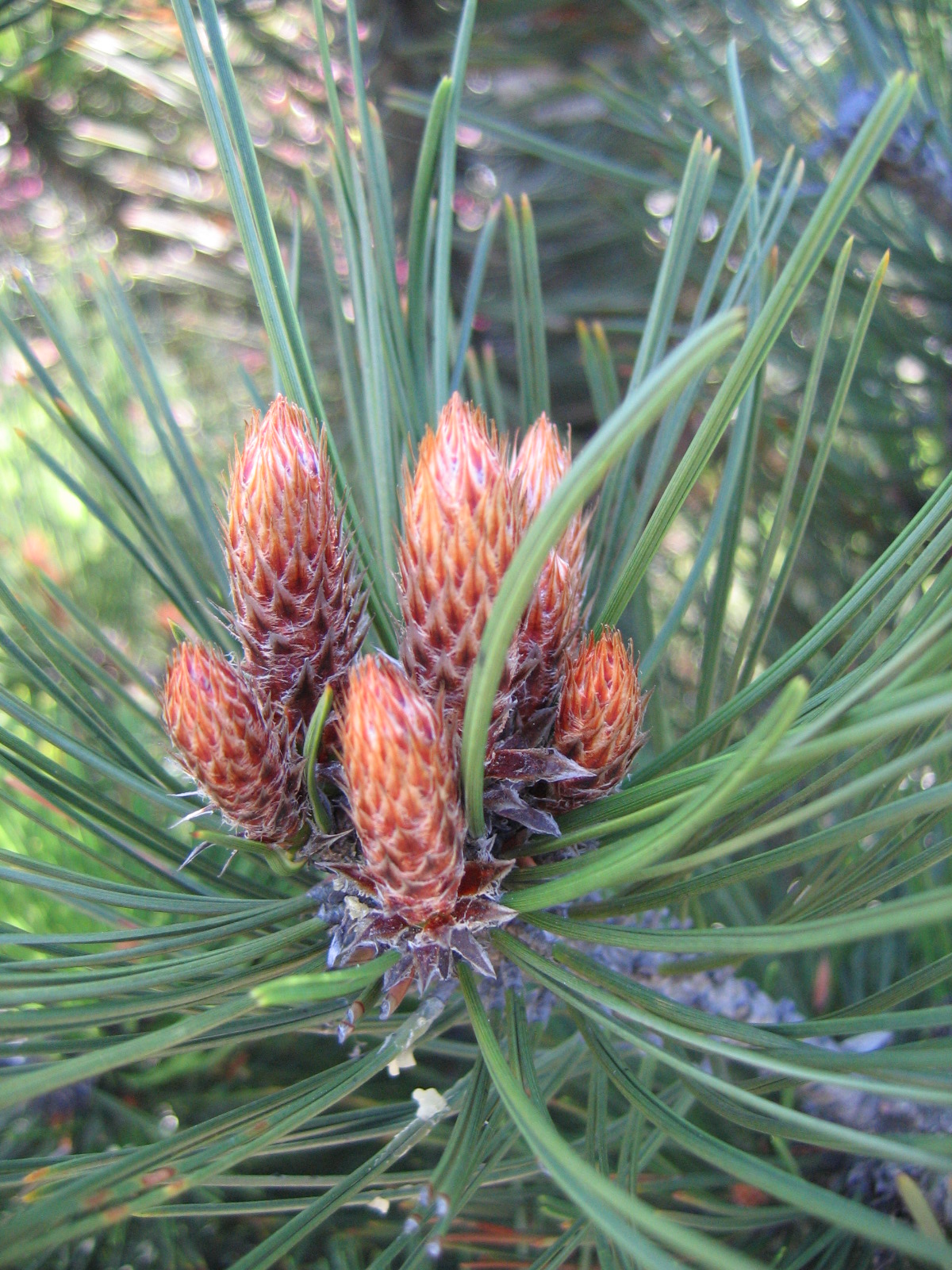
Pędy odmiany 'Compact Gem'

Niektóre z odmian hodowlanych sosny bośniackiej:
- 'Compact Gem'
- 'Malinki'
- 'Satellit'

## Zagrożenia
Międzynarodowa organizacja IUCN umieściła ten gatunek w Czerwonej księdze gatunków zagrożonych przyznając mu kategorię zagrożenia w skali całego świata LC (least concern), czyli jest gatunkiem najmniejszej troski, nie spełniającym kryteriów gatunków zagrożonych. 

## Zastosowanie
Roślina ozdobnaDrzewo ozdobne, chętnie sadzone w dużych ogrodach i parkach. Rośnie równomiernie, chociaż niezbyt szybko. Ceniona ze względu na dekoracyjne, purpurowe szyszki.
Nasadzenia biotechniczneDrzewo sadzone jest w pasie wydm nadmorskich.